# The Battle Hymn of the Republic
The Battle Hymn of the Republic (Hymne de bataille de la République) est un chant patriotique américain nordiste, écrit par la militante anti-esclavagiste Julia Ward Howe en novembre 1861 au début de la guerre de Sécession 
et publié en février 1862 dans la revue Atlantic Monthly. 
Cet hymne reprend la musique traditionnelle et modifie le texte de la marche John Brown's Body. Chanson écrite en hommage à John Brown, martyr de la cause abolitionniste. Cette marche avait un grand succès au début de la guerre de Sécession dans le camp Unioniste. Son texte publié dès 1861 résulte de la création collective des soldats et son écriture restait rudimentaire, elle semblait trop rugueuse à Julia Ward Howe qui en rédigea cette variante plus littéraire.
Le thème musical traditionnel a beaucoup été joué aux funérailles, celles de Winston Churchill et de Ronald Reagan par exemple, car il évoque des sentiments patriotiques et religieux à la mémoire d'un individu. Ce chant a été repris plusieurs fois, entre autres par Stryper et Oficina G3, deux groupes de rock chrétien, dans les années 1990, ainsi que par les Chœurs de l'Armée rouge ou encore Joan Baez.

## Mélodie
Une des versions, en do majeur, commence ainsi :

## Paroles (version originale et traduction)
| Mine eyes have seen the glory of the coming of the Lord: He is trampling out the vintage where the grapes of wrath are stored; He hath loosed the fateful lightning of His terrible swift sword: His truth is marching on. Refrain: Glory, glory, hallelujah! His truth is marching on I have seen Him in the watch-fires of a hundred circling camps, They have builded Him an altar in the evening dews and damps; I can read His righteous sentence by the dim and flaring lamps: His day is marching on. I have read a fiery gospel writ in burnished rows of steel: « As ye deal with my contemners, so with you my grace shall deal; Let the Hero, born of woman, crush the serpent with his heel, Since God is marching on. » He has sounded forth the trumpet that shall never call retreat; He is sifting out the hearts of men before His judgment-seat: Oh, be swift, my soul, to answer Him! be jubilant, my feet! Our God is marching on. In the beauty of the lilies Christ was born across the sea, With a glory in his bosom that transfigures you and me: As he died to make men holy, let us die to make men free, (parfois « let us live to make men free ») While God is marching on. He is coming like the glory of the morning on the wave, He is wisdom to the mighty, He is honor to the brave; So the world shall be His footstool, and the soul of wrong His slave, Our God is marching on. | Mes yeux ont vu la gloire de la venue du Seigneur ; Il piétine le vignoble où sont gardés les raisins de la colère ; Il a libéré la foudre fatidique de sa terrible et rapide épée ; Sa vérité est en marche. Refrain: Gloire ! Gloire ! Alléluia ! Gloire ! Gloire ! Alléluia ! Gloire ! Gloire ! Alléluia ! Sa vérité est en marche. Je l'ai vu dans les feux allumés de cent camps en cercle Ils lui ont construit un autel dans la moite rosée de la nuit Je peux lire sa phrase vertueuse à la lueur dansante des lampes ; Son jour est en marche. J'ai lu un Évangile ardent écrit en lisses lignes d'acier : « Comme vous vous occupez des miens, de même ma grâce s'occupera de vous » : Laissez le héros né d'une femme écraser le serpent avec son talon, Puisque Dieu est en marche. Il a puissamment sonné de la trompette qui n'appellera jamais à la retraite ; Il examine les cœurs des hommes devant son trône de justice ; Ah, sois rapide, mon âme, à Lui répondre soyez vifs, mes pieds ! Notre Dieu est en marche. Dans la beauté des lys Christ est né de l'autre côté de l'océan, Avec dans sa poitrine la gloire qui nous transfigure vous et moi ; Comme il est mort pour rendre les hommes saints, mourons pour rendre les hommes libres ; Tandis que Dieu est en marche. Il vient comme la gloire du matin de l'offrande nouvelle, Il est la sagesse des puissants, Il est l'honneur des braves ; Alors le monde sera Son tabouret, et l'âme mauvais Son esclave, Notre Dieu est en marche. |

Cette chanson a été adaptée en français par André Pascal et chantée par Nicoletta sous le titre Glory Alleluia en 1974, par Sheila en 1975 et aussi par Céline Dion et Dorothée, sous forme de chanson de Noël.

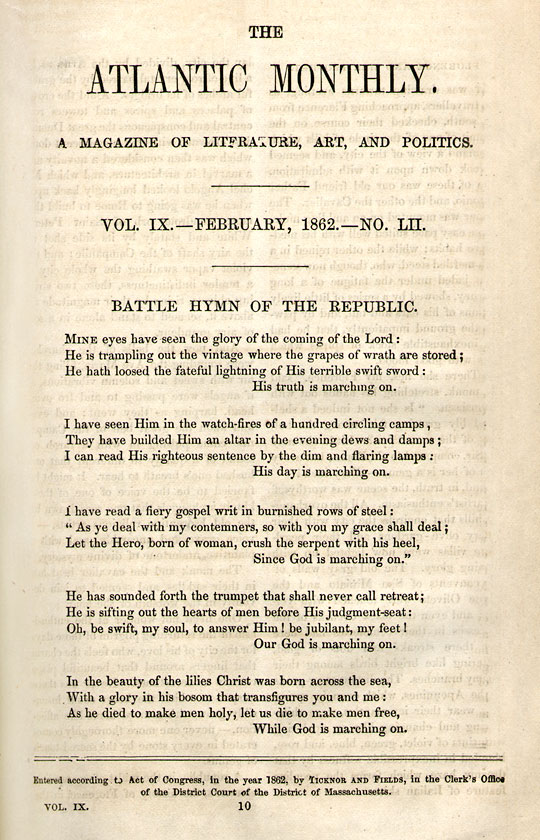
Édition originale de The Battle Hymn of the Republic publié en février 1862 dans The Atlantic Monthly.

## Anecdotes
Sur cet air, Mark Twain a écrit en 1900 des paroles parodiques pour fustiger l'impérialisme américain. Cette version est connue sous le nom de "The Battle Hymn of the Republic, Updated" ou "The Battle Hymn of the Republic brought down to date". Ces paroles ont été éditées pour la première fois en 1958. Chad Mitchell, du Chad Mitchell Trio, l'a enregistrée en 1968 dans le disque "Something To Sing About", une collection d'airs populaires accompagnés à la guitare.
The Battle Hymn of the Republic fut repris le 8 juin 1968 à la cathédrale Saint Patrick de New York par Andy Williams lors des funérailles de Robert Kennedy[réf. souhaitée].
Le titre du roman Les Raisins de la colère de John Steinbeck  a été proposé par la femme de l'écrivain en référence au premier couplet du chant.
En 1936, on entend l'air de The Battle Hymn of the Republic dans la Silly Symphony Papa Pluto réalisée par David Hand pour les Studios Disney.
L'air de The Battle Hymn of the Republic est repris dans Blood on the Risers, chant des parachutistes américains datant de la Seconde Guerre mondiale et toujours chanté aujourd'hui à l'entraînement de certaines unités.
Dans le film American History X, cette chanson est interprétée  en version nazi par Ethan Suplee dans son rôle de Seth Ryan.
L'air et la mélodie de cette chanson est célèbre par son utilisation par des équipes de football anglaises. Les supporters club de Tottenham Hotspur furent les premiers à la rendre célèbre dans sa version : Glory,Glory Tottenham Hotspur au début des années 1960 ainsi que les Hibernians puis Leeds United Glory,Glory, Leeds United et notamment Manchester United : Glory,Glory, Man Utd.
Monty Alexander a joué cette chanson lors de son concert en 1977 au Montreux Jazz Festival.
Un passage de The Battle Hymn of the Republic est entendu dans The Spirit of '43 de Walt Disney.
Le thème de la chanson est repris par le flûtiste Herbie Mann sur son album de 1969, Memphis Underground (en).
The Battle Hymn of the Republic fait partie depuis toujours du répertoire traditionnel des orchestres de style New Orleans. En 1959, dans le film The Five Pennies (Le millionnaire de cinq sous) de Melville Shavelson, Danny Kaye (doublé pour la circonstance au cornet) et Louis Armstrong en donnent un exemple d'interprétation dans ce style à 16 minutes et 40 secondes du début du film.
Un film de 1911 a adapté au cinéma ce chant : The Battle Hymn of the Republic, réalisé par Laurence Trimble.
Cet hymne fut joué lors des funérailles de Winston Churchill.
Le « gloria des paras champ » des unités de parachutistes de l’armée française en est également inspiré.
Le 13 juillet 2016 la chanson est jouée en hommage aux cinq policiers assassinés à Dallas.
Un chant de Noël reprend l'air de cette chanson.
Bernard Minet l'a utilisé pour créer la chanson des héros, en s'inspirant de Bioman.
Le chant a également été adapté dans le jeu vidéo Wasteland 3, du studio Inxile Entertainement et ce, à des fins parodiques.
Le chant syndical Solidarity Forever partage sa mélodie avec ce chant.
L'air de The Battle Hymn of the Republic est repris dans la chanson Trois milliards de gens sur Terre, chantée par Mireille Mathieu.
La chanson a été reprise par le Black Panther Party sous le titre Move on over or we'll move on over you (en référence à un slogan du parti).